# Spišský Hrhov
Spišský Hrhov (em alemão: Gorg; polonês/polaco: Harchów; húngaro: Görgő) é um município da Eslováquia, situado no distrito de Levoča, na região de Prešov. Tem 12,21 km² de área e sua população em 2018 foi estimada em 1.632 habitantes.

## Demografia
| Ano:        | 1994 | 2004    | 2014    | 2024    |
| ----------- | ---- | ------- | ------- | ------- |
| Broj ljudi: | 859  | 1020    | 1408    | 1910    |
| Razlika:    |      | +18,74% | +38,03% | +35,65% |

| Ano:               | 2023 | 2024   |
| ------------------ | ---- | ------ |
| Número de pessoas: | 1902 | 1910   |
| Diferença:         |      | +0,42% |